# Кропивна Марія Іванівна
Марія Іванівна Кропивна (Крапивна) (нар. 1938, село Устивиця, тепер Великобагачанського району Полтавської області) — українська радянська діячка, новатор сільськогосподарського виробництва, бригадир тваринницької ферми радгоспу «Родина» Білокуракинського району Луганської області. Депутат Верховної Ради УРСР 6-го скликання.

## Біографія
Народилася у селянській родині. Закінчила сільськогосподарський технікум. Член ВЛКСМ.
З 1960 року — бригадир дійного стаду молочнотоварної ферми радгоспу «Родина» села Плахо-Петрівки Білокуракинського району Луганської області. У 1962 році бригада Кропивної надоїла по 2 280 кілограмів молока від кожної корови.

## Нагороди
- ордени
- медалі